# 1. liga 2011-2012
La 1. liga 2011-2012 è stata la 19ª edizione del massimo campionato ceco di calcio. La stagione è iniziata il 29 luglio 2011 ed è terminata il 12 maggio 2012. Lo Slovan Liberec ha vinto il titolo per la terza volta.

## Avvenimenti
L'Ústí nad Labem e lo Zbrojovka Brno erano retrocessi in Druhá liga dopo essersi piazzate agli ultimi due posti della classifica nella stagione 2010-2011. Al loro posto erano state promosse le due prime classificate della Druhá liga, Dukla Praga e Viktoria Žižkov.

## Formula
Le 16 squadre iscritte si sono affrontate in un girone di andata e ritorno, per un totale di 30 giornate.
La squadra campione della Repubblica Ceca è ammessa al secondo turno di qualificazione della UEFA Champions League 2012-2013.

La seconda e la terza classificate sono ammesse rispettivamente al terzo e al secondo turno di qualificazione della UEFA Europa League 2012-2013.
Le ultime due classificate sono retrocesse direttamente in Druhá liga.

## Squadre partecipanti
| Club               | Città              | Stadio                  | Risultato nella stagione 2010-2011 |
| ------------------ | ------------------ | ----------------------- | ---------------------------------- |
| Baník Ostrava      | Ostrava            | Bazaly                  | 14º posto                          |
| Bohemians 1905     | Praga              | Stadion Eden            | 6º posto                           |
| Dukla Praga        | Praga              | Stadio Juliska          | 1º posto in Druhá liga             |
| Dyn. Č. Budějovice | České Budějovice   | Stadio Střelecký ostrov | 11º posto                          |
| Hradec Králové     | Hradec Králové     | Všesportovní stadion    | 8º posto                           |
| Jablonec           | Jablonec nad Nisou | Chance Arena            | 3º posto                           |
| Mladá Boleslav     | Mladá Boleslav     | Stadio Municipale       | 5º posto                           |
| Příbram            | Příbram            | Na Litavce              | 12º posto                          |
| Sigma Olomouc      | Olomouc            | Andrův stadion          | 4º posto                           |
| Slavia Praga       | Praga              | Stadion Eden            | 9º posto                           |
| Slovácko           | Uherské Hradiště   | Stadio Miroslav Valenty | 13º posto                          |
| Slovan Liberec     | Liberec            | Stadion u Nisy          | 7º posto                           |
| Sparta Praga       | Praga              | Generali Arena          | 2º posto                           |
| Teplice            | Teplice            | Na Stínadlech           | 10º posto                          |
| Viktoria Plzeň     | Plzeň              | Stadio Municipale       | Campione della Repubblica Ceca     |
| Viktoria Žižkov    | Žižkov             | Viktoria Stadion        | 2º posto in Druhá liga             |

## Classifica
|                      | Pos. | Squadra            | Pt | G  | V  | N  | P  | GF | GS | DR  |
| -------------------- | ---- | ------------------ | -- | -- | -- | -- | -- | -- | -- | --- |
| Rep. Ceca (bandiera) | 1.   | Slovan Liberec     | 66 | 30 | 20 | 6  | 4  | 68 | 29 | +39 |
|                      | 2.   | Sparta Praga       | 64 | 30 | 20 | 4  | 6  | 51 | 25 | +26 |
|                      | 3.   | Viktoria Plzeň     | 63 | 30 | 19 | 6  | 5  | 66 | 33 | +33 |
|                      | 4.   | Mladá Boleslav     | 50 | 30 | 15 | 5  | 10 | 49 | 34 | +15 |
|                      | 5.   | Teplice            | 46 | 30 | 12 | 10 | 8  | 36 | 30 | +6  |
|                      | 6.   | Dukla Praga        | 42 | 30 | 11 | 9  | 10 | 42 | 35 | +7  |
|                      | 7.   | Slovácko           | 41 | 30 | 12 | 5  | 13 | 29 | 32 | -3  |
|                      | 8.   | Jablonec           | 40 | 30 | 11 | 7  | 12 | 54 | 43 | +11 |
|                      | 9.   | Příbram            | 39 | 30 | 11 | 6  | 13 | 44 | 56 | -9  |
|                      | 10.  | Dyn. Č. Budějovice | 35 | 30 | 9  | 8  | 13 | 30 | 51 | -21 |
|                      | 11.  | Sigma Olomouc      | 34 | 30 | 11 | 10 | 9  | 42 | 38 | +4  |
|                      | 12.  | Slavia Praga       | 34 | 30 | 8  | 10 | 12 | 28 | 34 | -6  |
|                      | 13.  | Hradec Králové     | 31 | 30 | 8  | 7  | 15 | 22 | 38 | -16 |
|                      | 14.  | Baník Ostrava      | 28 | 30 | 7  | 7  | 16 | 31 | 48 | -17 |
|                      | 15.  | Bohemians 1905     | 24 | 30 | 6  | 6  | 18 | 20 | 54 | -34 |
|                      | 16.  | Viktoria Žižkov    | 19 | 30 | 5  | 4  | 21 | 23 | 55 | -32 |

Legenda:

      Campione della Repubblica Ceca e ammessa alla UEFA Champions League 2012-2013

      Ammesse alla UEFA Europa League 2012-2013

      Retrocesse in 2. Liga 2012-2013

### Verdetti
- Slovan Liberec Campione della Repubblica Ceca 2011-2012, qualificata al secondo turno di UEFA Champions League 2012-2013.
- Sparta Praga qualificato al terzo turno di UEFA Europa League 2012-2013, Viktoria Plzeň, Mladá Boleslav qualificate al secondo turno.
- Bohemians 1905 e Viktoria Žižkov retrocesse in Druhá liga 2012-2013.

## Risultati
|                      | Ban  | Boh  | Duk  | DCB  | Hra  | Jab  | Mla  | Pří  | Sig  | Sla  | Slo  | SLi  | Spa  | Tep  | VPl  | VŽi  |
| -------------------- | ---- | ---- | ---- | ---- | ---- | ---- | ---- | ---- | ---- | ---- | ---- | ---- | ---- | ---- | ---- | ---- |
| Baník Ostrava        | –––– | 0-1  | 1-2  | 1-1  | 1-0  | 2-2  | 1-4  | 0-2  | 0-0  | 3-0  | 0-1  | 1-3  | 0-2  | 3-4  | 2-3  | 3-1  |
| Bohemians            | 0-1  | –––– | 0-0  | 2-1  | 0-0  | 1-2  | 0-3  | 2-0  | 1-1  | 2-0  | 1-1  | 1-1  | 0-4  | 0-0  | 2-1  | 1-2  |
| Dukla Praga          | 4-1  | 2-0  | –––– | 4-2  | 4-0  | 1-3  | 1-2  | 2-1  | 0-0  | 0-0  | 2-0  | 1-2  | 1-1  | 0-0  | 2-4  | 3-0  |
| Dynamo Č. Budějovice | 0-0  | 3-1  | 3-2  | –––– | 1-0  | 1-5  | 1-0  | 4-1  | 1-2  | 1-0  | 2-2  | 0-4  | 2-4  | 1-1  | 0-0  | 1-0  |
| Hradec Králové       | 0-1  | 2-0  | 0-2  | 0-0  | –––– | 0-0  | 2-0  | 0-1  | 1-2  | 1-1  | 0-1  | 0-3  | 1-0  | 3-2  | 0-1  | 1-0  |
| Jablonec             | 4-0  | 5-0  | 0-2  | 1-1  | 2-0  | –––– | 0-0  | 5-1  | 2-0  | 4-0  | 1-0  | 0-2  | 2-4  | 0-1  | 0-2  | 3-1  |
| Mladá Boleslav       | 2-1  | 2-0  | 3-1  | 3-1  | 1-1  | 3-0  | –––– | 2-2  | 2-3  | 3-2  | 1-0  | 1-4  | 2-0  | 0-1  | 0-1  | 2-0  |
| Příbram              | 1-2  | 3-0  | 2-2  | 1-2  | 0-0  | 4-3  | 2-0  | –––– | 4-1  | 0-0  | 0-4  | 2-3  | 0-3  | 0-0  | 2-1  | 2-1  |
| Sigma Olomouc        | 3-0  | 4-0  | 2-1  | 0-0  | 0-2  | 1-1  | 1-1  | 4-4  | –––– | 1-0  | 1-1  | 2-4  | 0-1  | 1-0  | 2-3  | 2-1  |
| Slavia Praga         | 0-0  | 3-1  | 0-0  | 2-0  | 5-0  | 0-0  | 1-1  | 3-1  | 1-0  | –––– | 0-1  | 1-3  | 1-1  | 0-0  | 2-1  | 2-0  |
| Slovácko             | 1-0  | 3-2  | 1-0  | 2-0  | 0-3  | 1-0  | 1-0  | 2-3  | 0-1  | 1-3  | –––– | 1-2  | 0-2  | 0-0  | 1-3  | 2-1  |
| Slovan Liberec       | 3-2  | 3-0  | 1-2  | 4-0  | 3-1  | 2-2  | 2-1  | 2-0  | 1-1  | 2-1  | 0-0  | –––– | 1-3  | 0-2  | 0-0  | 4-0  |
| Sparta Praga         | 2-0  | 1-0  | 0-0  | 3-0  | 1-0  | 2-1  | 0-3  | 0-2  | 1-0  | 3-0  | 1-0  | 0-3  | –––– | 2-2  | 1-3  | 4-1  |
| Teplice              | 1-1  | 2-0  | 4-0  | 0-1  | 0-3  | 3-2  | 1-3  | 2-1  | 3-1  | 0-0  | 2-1  | 1-0  | 0-1  | –––– | 3-4  | 0-0  |
| Viktoria Plzeň       | 1-1  | 4-1  | 1-1  | 4-0  | 5-0  | 4-2  | 3-2  | 5-0  | 0-4  | 3-0  | 1-0  | 2-2  | 0-2  | 2-0  | –––– | 4-1  |
| Viktoria Žižkov      | 0-3  | 0-1  | 1-0  | 2-0  | 1-1  | 4-2  | 1-2  | 1-2  | 2-2  | 1-0  | 0-1  | 1-4  | 0-2  | 0-1  | 0-0  | –––– |

## Statistiche e record

### Classifica marcatori
| Gol | Rigori |  | Giocatore        | Squadra            |
| --- | ------ |  | ---------------- | ------------------ |
| 25  | 4      |  | David Lafata     | Jablonec           |
| 16  |        |  | Marek Bakoš      | Viktoria Plzeň     |
| 15  | 5      |  | Jiří Štajner     | Slovan Liberec     |
| 12  |        |  | Michal Breznaník | Slovan Liberec     |
| 11  |        |  | Jan Chramosta    | Mladá Boleslav     |
| 11  |        |  | Léonard Kweuke   | Sparta Praga       |
| 11  |        |  | Ivan Lietava     | Dukla Praga        |
| 11  |        |  | Michael Rabušic  | Slovan Liberec     |
| 9   | 2      |  | Libor Došek      | Slovácko           |
| 8   | 1      |  | Josef Hušbauer   | Sparta Praga       |
| 8   | 2      |  | Zdeněk Koukal    | Příbram            |
| 8   | 2      |  | Ajdin Mahmutović | Teplice            |
| 8   |        |  | Zdeněk Ondrášek  | Dyn. Č. Budějovice |
| 8   |        |  | Martin Šlapák    | Příbram            |

### Capoliste solitarie
- Dalla 3ª alla 22ª giornata:  Sparta Praga
- 23ª giornata:  Slovan Liberec
- 24ª giornata:  Sparta Praga
- Dalla 25ª giornata alla 30ª giornata:  Slovan Liberec

### Record
- Maggior numero di vittorie:  Slovan Liberec e  Sparta Praga (20)
- Minor numero di sconfitte:  Slovan Liberec (4)
- Migliore attacco:  Slovan Liberec (68 gol fatti)
- Miglior difesa:  Sparta Praga (25 gol subiti)
- Miglior differenza reti:  Slovan Liberec (+39)
- Maggior numero di pareggi:  Slavia Praga,  Sigma Olomouc e  Teplice (10)
- Minor numero di pareggi:  Sparta Praga e  Viktoria Žižkov (4)
- Minor numero di vittorie:  Viktoria Žižkov (5)
- Maggior numero di sconfitte:  Viktoria Žižkov (21)
- Peggiore attacco:  Bohemians 1905 (20 gol fatti)
- Peggior difesa:  Příbram (56 gol subiti)
- Peggior differenza reti:  Bohemians 1905 (-34)
- Partita con più reti:  Sigma Olomouc -  Dukla Praga 4-4 (8)
- Partita con maggiore scarto di gol:  Jablonec -  Bohemians 1905 5-0,  Viktoria Plzeň -  Hradec Králové 5-0 e  Slavia Praga -  Hradec Králové 5-0,  Viktoria Plzeň -  Příbram 5-0 (5)
- Maggior numero di reti in una giornata: 34 (26ª giornata)
- Minor numero di reti in una giornata: 15 (9ª giornata)
- Miglior serie positiva:  Sparta Praga (9 risultati utili consecutivi, dalla 1ª alla 9ª giornata) e  Slovan Liberec (9 risultati utili consecutivi, dalla 10ª alla 18ª giornata)
- Peggior serie negativa:  Viktoria Žižkov (10 sconfitte consecutive, dalla 11ª alla 20ª giornata)